# Pentekostalizm w Austrii
Pentekostalizm w Austrii – społeczność zielonoświątkowców w Austrii.

## Początki ruchu
Ruch zielonoświątkowy w Austrii został zapoczątkowany w roku 1923 przez szwedzkiego misjonarza Lewi Pethrusa w Wiedniu. Na początku lat trzydziestych szwedzcy misjonarze zostali przymuszeni do opuszczenia kraju, a prowadzenie objął Erwin Lorenz. W roku 1936 w Wiedniu działały dwa zbory. W roku 1938, po przyłączeniu Austrii do Niemiec, odwiedzał austriackie zbory Karl Fix z niemieckiej denominacji zielonoświątkowej Volksmission.
W 1928 roku w Salzburgu został założony zbór przez Josefa Enzingera przy wsparciu ze strony Szwajcarskiej Misji Zielonoświątkowej. W 1936 roku działalność misji szwajcarskiej została przerwana. W 1938 roku zielonoświątkowców zmuszono do przyłączenia się do baptystów.

## Po II wojnie światowej

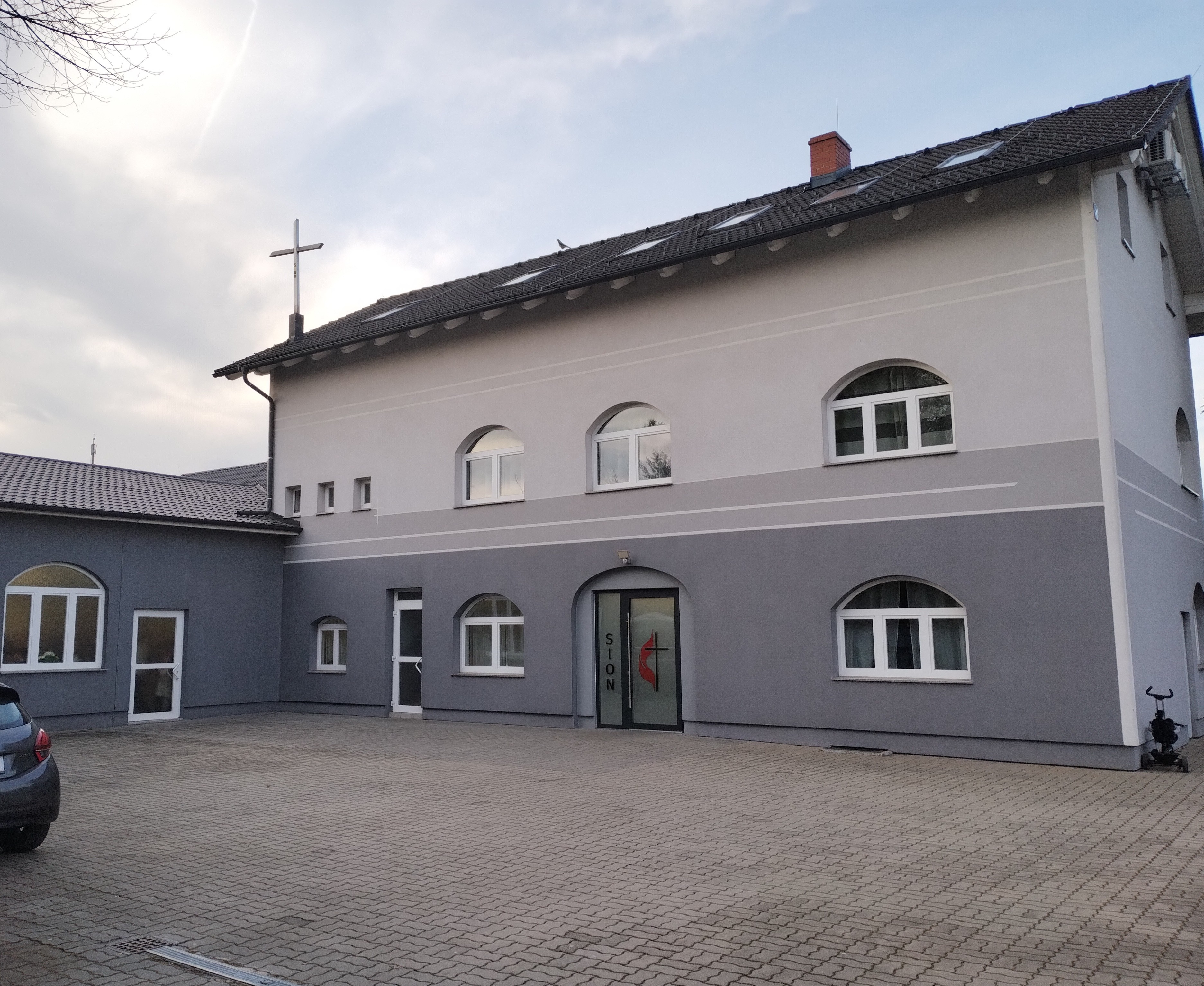
Rumuński kościół zielonoświątkowy w Grazu

Austriacki ruch zielonoświątkowy został ponownie reaktywowany 14 grudnia 1946 roku, kiedy 26 duchownych działających dotąd w Kościele baptystycznym zgodziło się przejść pod szyld amerykańskich Zborów Bożych. W roku 1948 liczba zielonoświątkowców w Austrii osiągnęła 1800 członków. Późniejsza emigracja do Kanady zredukowała tę liczbę do kilkuset. W latach siedemdziesiątych przybyli do Austrii misjonarze skandynawscy, brytyjscy, holenderscy i amerykańscy, w rezultacie liczba zielonoświątkowców zaczęła stopniowo wzrastać. W roku 2008 było już 66 zborów z liczbą członków 4000 i 5600 osobami uczęszczającymi do zborów.
Oprócz tego w Austrii działa Rumuński Kościół Zielonoświątkowy stowarzyszony ze Zborami Bożymi. Zbór w Wiedniu liczy około 700 członków, a w całej Austrii jest około 20 zborów z liczbą 5000 członków.